# Provincia eclesiástica de Costa Rica
La Provincia Eclesiástica de Costa Rica está formada por la Arquidiócesis de San José y las diócesis sufragáneas de Alajuela, Cartago, Limón, Puntarenas, Ciudad Quesada, San Isidro de El General y la de Tilarán-Liberia

## Arquidiócesis de San José
La Diócesis de San José de Costa Rica fue erigida el 18 de febrero de 1850 y es desmembrada de la Diócesis de Nicaragua y Costa Rica; dicha jurisdicción abarcaba todo el territorio costarricense. El 16 de febrero de 1921 posteriormente se erige la Diócesis de Alajuela y el Vicariato Apostólico de Limón siendo desglosados de la Diócesis de san José. Para esa misma fecha de la diócesis se erige la Arquidiócesis de San José.

## Diócesis de Alajuela
En 1921 de la Diócesis de Costa Rica que comprendía todo el territorio nacional, se erige la Diócesis de Alajuela. En julio del año 1961 la Santa Sede consideró pertinente recompensar a Alajuela agregándole, eclesiásticamente, los territorios de Santa Bárbara, Belén, Flores, Sarapiquí y Turrubares, pertenecientes hasta entonces a la Arquidiócesis de San José, mediante el Decreto Consistorial “Majori animarum bono”, del 21 de agosto del mismo año. Exceptuando los primeros cuatro cantones heredianos, el cantón josefino de Turrubares fue reincorporado nuevamente a la Arquidiócesis en el mes de julio de 1981, por mutuo acuerdo de los Obispos interesados y en 1995 con la creación de la Diócesis de Ciudad Quesada, el cantón herediano de Sarapiquí pasó al nuevo territorio diocesano.

## Diócesis de Limón
El 16 de febrero de 1921 a través de la bula "Praedecessorum" se erige la Diócesis de Costa Rica y en el mismo documento se erige el Vicariato apostólico de Limón; en 1927 el cantón de Turrialba se une al territorio del Vicariato. Juan Pablo II erigió dicho territorio vicarial como diócesis el 30 de diciembre de 1994. 
El 24 de mayo de 2005 pierde territorio para la erección de la Diócesis de Cartago.

## Diócesis de San Isidro de El General
El Papa Pío XII (19 de agosto de 1954) mediante la bula “Neminem Fugit” erige la Diócesis. Surgió de territorio de la Arquidiócesis y la Diócesis de Alajuela. De la Diócesis de Puntarenas fueron segregados a la nueva diócesis los cantones de Aguirre y Parrita.
El 17 de abril de 1997 junto a la Diócesis de Tilarán-Liberia pierde territorio para la erección de la Diócesis de Puntarenas. 

## Diócesis de Tilarán-Liberia
El 22 de julio de 1961 con la bula Qui Aeque del Papa Juan XXIII se erige la Diócesis de Tilarán con territorio de la Diócesis de Alajuela, en 1998 las Diócesis de San Isidro de El General y Tilarán pierden territorio para la Diócesis de Puntarenas.
El 18 de diciembre de 2010 la Diócesis cambia su nombre a Diócesis de Tilarán-Liberia.

## Diócesis de Ciudad Quesada
Fue creada como diócesis el 25 de julio de 1995 por el Papa Juan Pablo II.

## Diócesis de Puntarenas
El 17 de abril de 1998 a través de la bula "Sacrorum Antistites" del Papa Juan Pablo II se erige la Diócesis de Puntarenas quitándole territorio para su creación a la Diócesis de San Isidro de El General y Tilarán

## Diócesis de Cartago
El 25 de mayo del 2005 fue erigida como Diócesis por el papa Benedicto XVI, destinando como catedral de la nueva diócesis el templo de Nuestra Señora del Carmen y su Patrono a Santiago Apóstol; con la creación se designa a Mons. José Francisco Ulloa Rojas como Ordinario de la recién fundada diócesis.

## Obispos actuales
| Obispo                                | Diócesis                                 |
| ------------------------------------- | ---------------------------------------- |
| Mons. José Rafael Quirós Quirós       | Arquidiócesis de San José                |
| Mons. Daniel Francisco Blanco Méndez  | Auxiliar de la Arquidiócesis de San José |
| Mons. Bartolomé Buigues Oller         | Diócesis de Alajuela                     |
| Mons. Javier Gerardo Román Arias      | Diócesis de Limón                        |
| Mons. Juan Miguel Castro Rojas        | Diócesis de San Isidro de El General     |
| Mons. Manuel Eugenio Salazar Mora     | Diócesis de Tilarán-Liberia              |
| Mons. José Manuel Garita              | Diócesis de Ciudad Quesada               |
| Mons. Oscar Gerardo Fernández Guillén | Diócesis de Puntarenas                   |
| Mons. Mario Enrique Quirós Quirós     | Diócesis de Cartago                      |